# 사우스뱅크

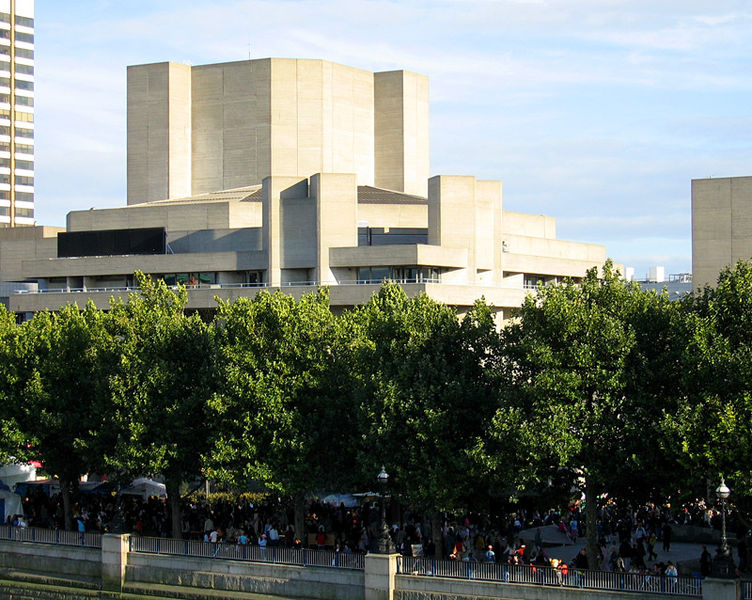

사우스뱅크(영어: South Bank)는 런던 템스강 남부 지역의 이름이다. 이전에 창고 거리였던 이 지역은 1980년대 이후에 개발이 진행되어, 특히 지난 몇년간 밀레니엄 사업의 일환으로 런던 아이 등 다양한 시설이 만들어져 주목을 받고있다. 콘서트 홀, 극장, 미술관, 레스토랑들이 모여있어 런던을 관광하는데 있어서 빼놓을 수 없는 지역이다.